# Pražsko-duchcovská dráha

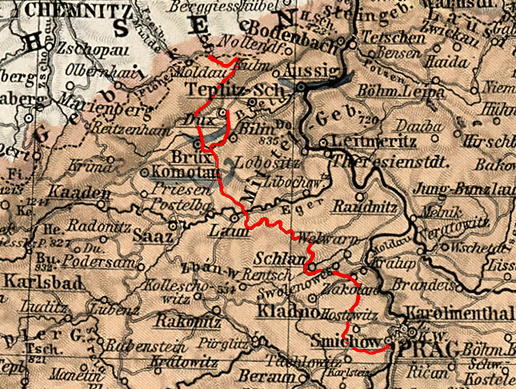
Síť tratí Pražsko-duchcovské dráhy

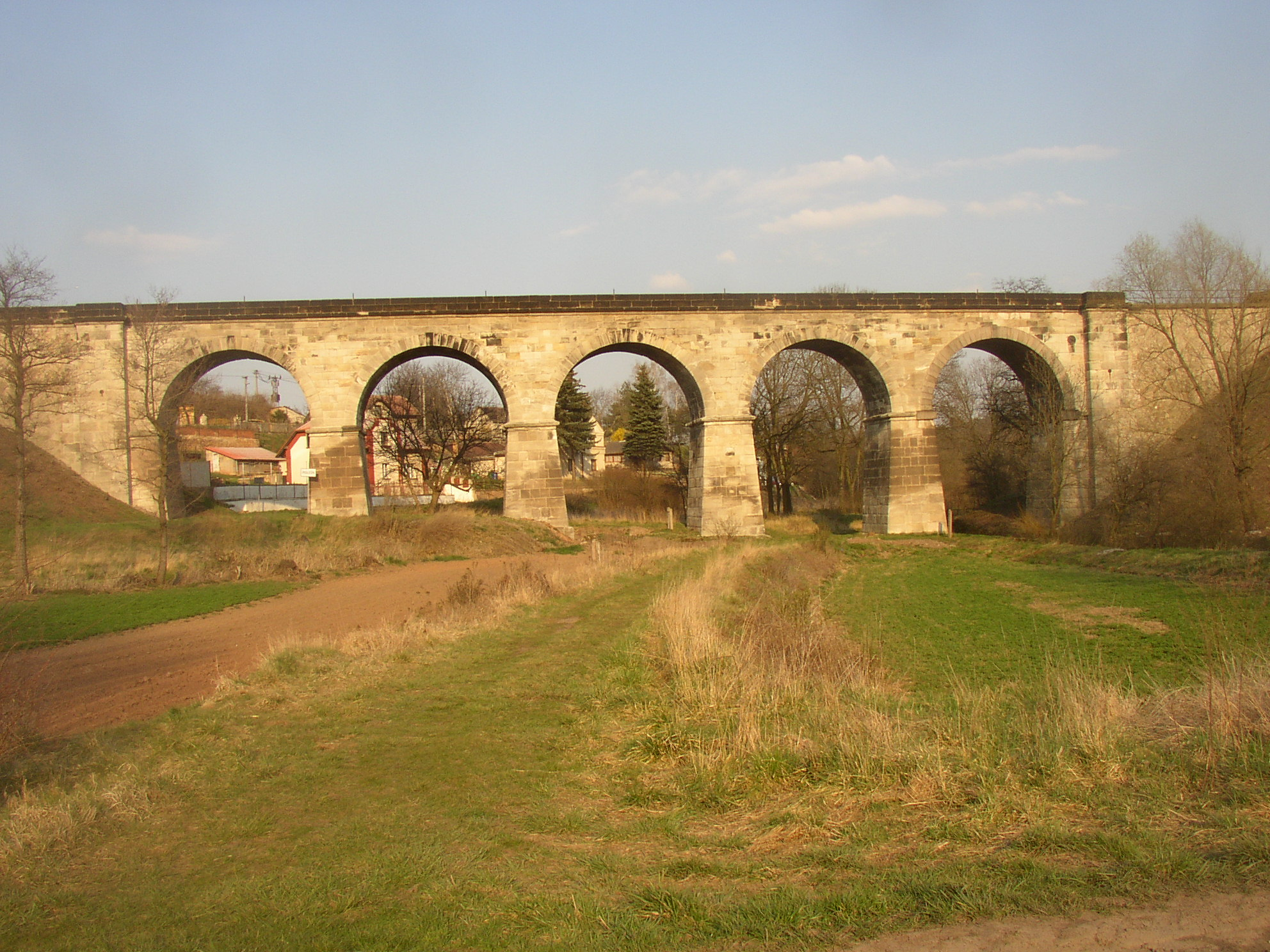
Viadukt Podlešín na trati z Prahy do Mostu

C. k. výs. železnice Pražsko-Duchcovská, německy k. k. privilegierte Prag-Duxer Eisenbahn, zkráceně PDE, byla akciová společnost, známá především díky výstavbě tratí pro dopravu hnědého uhlí z mostecké uhelné pánve do středních Čech a Saska. V češtině je dnes obvykle nazývána Pražsko-duchcovská dráha.

## Historie
25. června 1870 obdrželi hrabě Friedrich Thun-Hohenstein, hrabě Rudolf Chotek, kníže Mořic Lobkovic, kníže Ferdinand Kinský, hrabě Jindřich Jaroslav Clam-Martinic, Antonín Emanuel Komers, Julius Příborský, Josef Neswadba, Jindřich (Heinrich) Mikolecký a Johann Pack koncesi k vybudování a provozu železniční trati z Prahy-Smíchova do Duchcova s odbočkou do Mostu.
Směr tratě naplánoval stát, který chtěl za podpory veřejnosti oslabit vliv všeobecně neoblíbené Společnosti státní dráhy na dodávky severočeského uhlí do Prahy. Ta totiž v této době měla monopol na dodávky jak severočeského, tak kladenského uhlí, které se muselo od Ústecko-teplické i Buštěhradské dráhy dopravovat do Prahy po kolejích Společnosti státní dráhy. Výsledkem bylo, že v Praze bylo uhlí dražší než např. v Berlíně nebo Vídni, ačkoliv tato města byla od uhelných dolů mnohem více vzdálená. Stát netradičně na tuto novou trasu vyhlásil výběrové řízení, kterého se zúčastnila tři konsorcia zájemců, a toto řízení vyhráli právě koncesionáři budoucí PDE. Jako pověřenec výboru budoucí PDE byl vyslán do Vídně centrální inspektor thunovských statků, Julius Příborský. Právě jemu se za tři měsíce podařilo prosadit koncesi, což nebyl nijak lehký úkol, protože musel bojovat s konkurenčním projektem skupiny vedené velkoprůmyslníkem Liebigem, který byl podporován vlivnými ministry. Příborský, blízký spolupracovník hraběte Chotka i A.E. Komerse, pak až do převzetí do státní režie patřil do správní rady.
Společnost podnikala čistě ve své vlastní režii, finančně zajištěna i od Anglo-rakouské banky. V době právě probíhající konjunktury akcionáři nepředpokládali žádné větší problémy.
Na Smíchově měla PDE společné nádraží s Českou západní dráhou a Buštěhradskou dráhou.
Výstavba probíhala rychlým tempem, v roce 1874 byly všechny úseky v koncesi uvedených tratí v provozu. Do Duchcova však koleje PDE dorazily za naprostého finančního vyčerpání společnosti. Připomeňme že v roce 1873 rakouskou ekonomiku těžce zasáhl krach na vídeňské burze a následná hluboká hospodářská recese.
V následujících letech vybudovala PDE také Moldavskou horskou dráhu na hřeben Krušných hor a krátkou trať ze Zlonic do Kmetiněvsi. Společnost si právě od Moldavské trati slibovala podstatné navýšení příjmů, jelikož tudy chtěla exportovat uhlí do německého Saska. Byla to náročná stavba, firmu dále finančně vyčerpávala.
1. července 1884 převzaly provoz na tratích zadlužené PDE státní dráhy (KkStB), k 1. lednu 1892 byly tratě zestátněny. V roce 1884 ještě došlo ke sloučení Pražsko-duchcovské dráhy s Duchcovsko-podmokelskou dráhou.
Na základě § 20 zákona 168/1949 Sb. o konečné úpravě vnitřního státního dluhu a některých jiných dluhů měl ministr financí po dohodě s ministrem dopravy vyměnit akcie Pražsko-Duchcovské dráhy se všemi dosud nevyplacenými kupony za státní dluhopisy, čímž měla být zcela vypořádána výkupní renta za tuto dráhu.

## Tratě
- Praha Smíchov–Slaný-Louny-Duchcov (*1873)
- Obrnice–Most (*1872)
- Most–Moldava (*1877/1884)
- Zlonice–Hospozín (*1882)